# Plaza de la Armonía
La Plaza de la Armonía, oficialmente Plaza Coronel Assunção (en portugués Praça da Harmonia y Praça Coronel Assunção), es una plaza situada en el barrio Gamboa, en la Zona Céntrica de la ciudad de Río de Janeiro. Se localiza en la manzana formada por las calles Antônio Lage y Sacadura Cabral, que la conecta con la avenida Rio Branco. Al lado de la plaza, se encuentra la parada Harmonia de la Línea 1 del VLT Carioca.
Durante la colonización, fue un muelle en la bahía de Guanabara utilizado principalmente para el tráfico de esclavos. Tras las ganancias de tierra al mar de principios del siglo XX, está cercada por edificios antiguos como el Quinto Batallón de la Policía Militar y el antiguo Molino Fluminense y tiene un templete en su centro, lo que le da una atmósfera de ciudad pequeña. Cuenta con bancos, mesas para juegos, árboles y jardines. Se encuentra en las inmediaciones del morro da Saude. Debe su nombre al Coronel Asunción, un policía militar que luchó en la Guerra de Paraguay y fue comandante general de la Policía Militar de la Corte.

## Historia

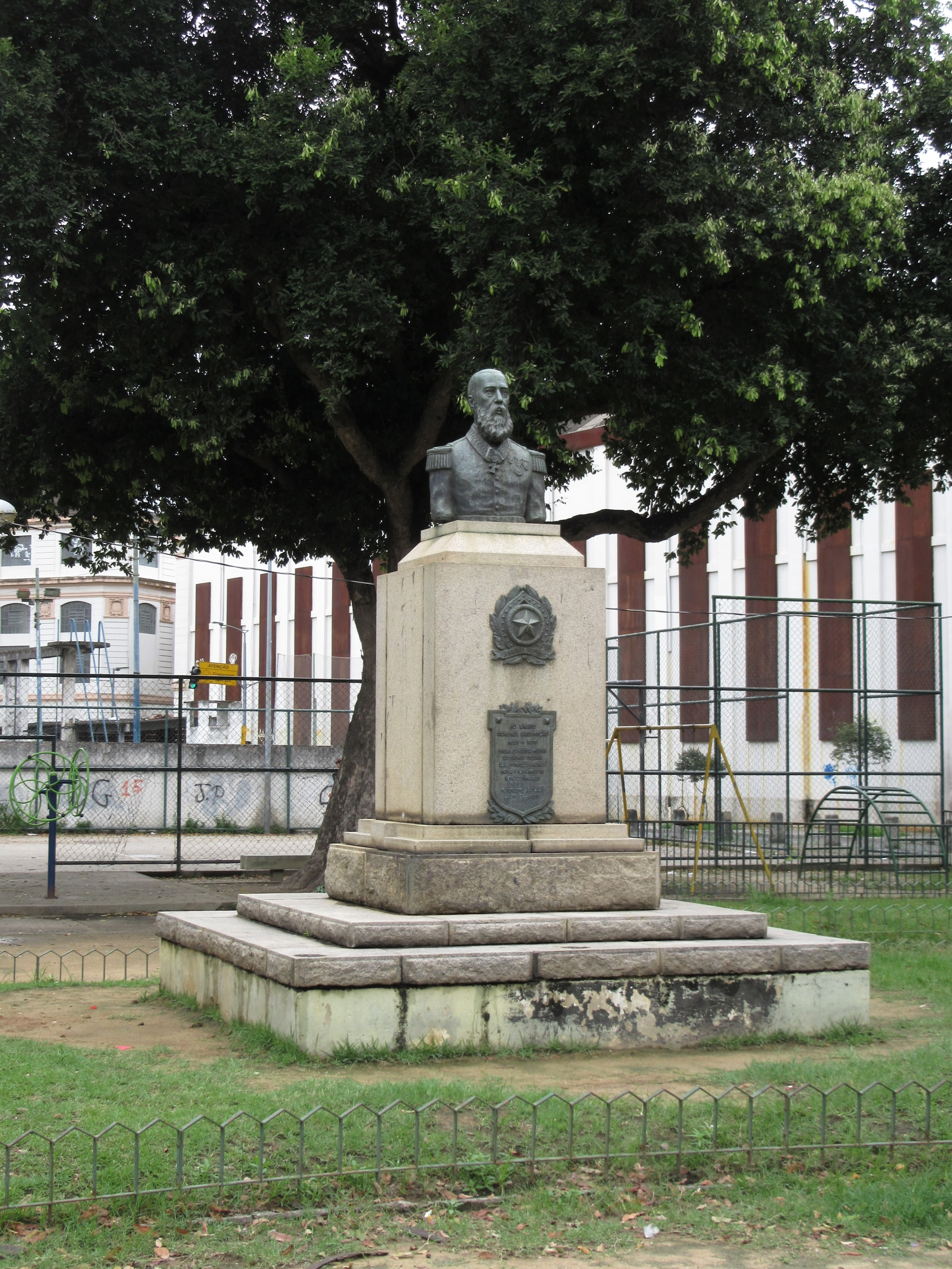
Busto del coronel Assunção.

Hasta principios del siglo XX, la plaza se encontraba en el litoral carioca sobre la bahía de Guanabara. Más precisamente, esta se situaba detrás del morro da Saúde, cerca de la playa Vallonguinho.  
En el sitio donde hoy se encuentra la plaza se situaba el Mercado de la Armonía, creado para atender parte de la excesiva demanda de esclavos del Mercado Municipal de la Plaza XV de Noviembre. Sin embargo, debido a la baja demanda este se transformó en un inquilinato. En 1897, el local fue expropiado para ser transformado en trapiche y depósito. En 1900 se presentó una epidemia de peste bubónica. El edificio se incendió.
Durante la Revuelta de la Vacuna, los restos del viejo mercado fueron utilizados como trinchera. Parte de los escombros fueron retirados, principalmente piedras de cantería, para la formación de barricadas en calles próximas. Tras la revuelta, con el objetivo de eliminar cualquier recuerdo de los acontecimientos en la ciudad, el alcalde Pereira Pasos reurbanizó totalmente el área, ordenando la construcción de una plaza en el local del antiguo mercado.
En 1910, la zona fue objeto de un vasto proyecto de ganancia de tierra para construir la Zona Portuaria, lo que alejó varias cuadras el litoral de la bahía de Guanabara y convirtió el parque en un área completamente rodeado por estructuras urbanas.